# Tadeusz Gajl

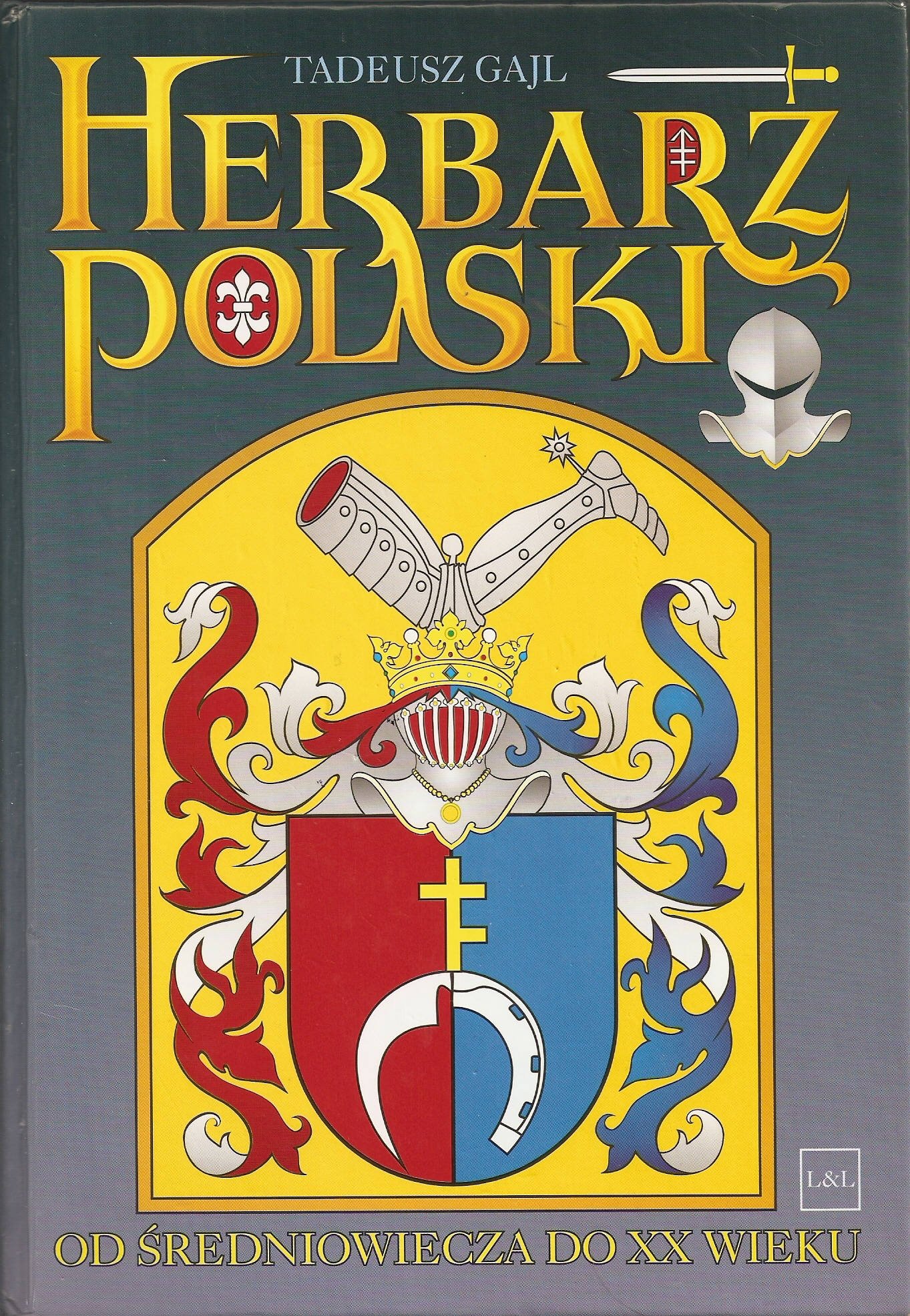
Titelseite seines bekanntesten Buches

Tadeusz Gajl (* 1940 in Vilnius, Litauische SSR) ist ein polnischer Künstler, bekannt für seine modernen Illustrationen der polnischen Adelswappen.

## Biografie
Nach erfolgreichem Studium an der Kunstakademie Łódź arbeitete Tadeusz Gajl ab 1966 als Designerspezialist einer Stofffabrik in Białystok. Zwischen 1975 und der Verhängung des Kriegsrechts 1981 arbeitete er monatlich als Kunstdirektor der Kontrasty. Danach widmete er sich vollständig der Kunst. 1990 war er auch einer der Mitgründer des Tygodnik Białostocki, einer Wochenzeitung in Białystok. Er gestaltete die Graphiken hunderter von Büchern der verschiedensten polnischen Verlagshäuser.
Seit 1983 interessierte Gajl die Polnische Heraldik und zeichnete mehr als 4.500 Illustrationen polnischer Adelswappen der ehemaligen Adelsrepublik Polen-Litauen. Weil sie nicht originalgetreu dargestellt, im Internet und bei ausländischen Publikationen jedoch oft zu finden sind, werden seine Wappenillustrationen oft auch als herb gajlowski oder Gajlesque Wappen bezeichnet.
Bekannt ist Gajl auch als Zeichner einiger neuer Wappen (z. B. Stadtwappen von Białystok und der Woiwodschaft Podlachien).

## Bedeutende Publikationen (Auswahl)
- Polskie rody szlacheckie i ich herby. Ponad 20.000 nazwisk, 1.275 barwnych herbów, 200 herbów czarno-białych, Benkowski-Verlag 2003, 3. Aufl., ISBN 978-83-88045-01-1
- Herby Szlacheckie Rzeczypospolitej Obojga Narodow, L&L, Gdańsk, 2006, 1. Aufl., ISBN 978-83-88595-98-1
- Herbarz polski. Od średniowiecza do XX wieku, L&L, Gdańsk, 2007, ISBN 978-83-60597-10-1